# Frank Schmitz (Historiker)
Frank Schmitz (* 1972 in Aachen) ist ein deutscher Kunsthistoriker und Architekturhistoriker.

## Werdegang
Schmitz studierte Kunstgeschichte, Philosophie und Germanistik an der RWTH Aachen und der Freien Universität Berlin. Dort wurde er 2004 mit einer Arbeit über Landhäuser in Berlin 1933–1945 promoviert; anschließend war er als freier Autor und Dozent für Kunstgeschichte an der Freien Universität Berlin und am Touro College Berlin tätig. 2013/14 vertrat Schmitz an der Ruhr-Universität Bochum die Professur für Neue und Neuere Kunstgeschichte. Von 2014 bis 2016 vertrat er eine Juniorprofessur für Architekturgeschichte an der Universität Hamburg, anschließend war er bis 2018 im Rahmen eines Forschungsprojekts an der Freien Universität Berlin tätig. Seit 2018 ist er am Kunstgeschichtlichen Seminar der Universität Hamburg tätig, 2020 schloss er an der Freien Universität Berlin seine Habilitation ab. Seit 2022 ist er Professor für Architekturgeschichte und -theorie an der Universität Hamburg. Ebenfalls seit 2022 ist er Mitglied des Hamburger Denkmalrates.

## Publikationen (Auswahl)
- Flughafen Tempelhof. Berlins Tor zur Welt. be.bra Verlag, Berlin 1997.
- Architekturführer Unter den Linden. Stadtwandel Verlag, Berlin 2007 (dt. und engl. Ausgabe).
- Landhäuser in Berlin 1933–1945 (= Die Bauwerke und Kunstdenkmäler von Berlin. Beiheft 31). Gebr. Mann Verlag, Berlin 2007 (Dissertation, FU Berlin, 2004).
- Deutsche Staatsoper Berlin (= Beiträge zur Denkmalpflege in Berlin. Heft 28) Landesdenkmalamt Berlin, Berlin 2008.
- Orte der NS-Diktatur in Berlin. Stadtwandel Verlag, Berlin 2010.
- Ruhr-Universität Bochum. Architekturvision der Nachkriegsmoderne. Cornelia Jöchner, Richard Hoppe-Sailer, Frank Schmitz (Hrsg.). Gebr. Mann, Berlin 2015.
- Schlösser, Herrenhäuser und Gutsanlagen in Berlin. Bearb. Markus Jager, Frank Schmitz, Michael Zajonz. Hrsg. Landesdenkmalamt Berlin. Nicolai, Berlin 2015.
- Paris – Berlin. Destins Croisés / Nachbarschaftsbeziehungen. Un film de Frédédric Wilner (4/4), Sender: arte; Sendetermin 14. November 2015 (zugleich als arte DVD-Éditions 2015). [Interviewpartner für eine vierteilige Fernseh-Dokumentation]
- Auratische Räume der Moderne. hg. v. Anna Minta, Frank Schmitz. Kritische Berichte 2/2016.
- mit Ralf Liptau: Pop-tech-ture! Der Berliner Architektin Ursulina Schüler-Witte zum 85. Geburtstag. In: moderneREGIONAL, 2. Februar 2018.
- Die Angst vor dem Nationaltheater. Das Bonner Theater (1962–65). In: kunsttexte 4.2017.
- Eiermann in Gefahr. Stadthaus Krefeld. In: moderneREGIONAL, 24. November 2017
- Ruhr-Universität Bochum. In: Oliver Elser, Philip Kurz, Peter Cachola Schmal (Hrsg.): SOS Brutalismus. Eine internationale Bestandsaufnahme. Ausst.-kat. Deutsches Architekturmuseum, Frankfurt a. M., Zürich 2017, S. 464 f.
- Ein Schlüsselwerk des modernen Ausstellungsbaus. Das Kunstvereinsgebäude von 1930. In: Uwe Fleckner, Uwe M. Schneede (Hrsg.): Bürgerliche Avantgarde. 200 Jahre Kunstverein in Hamburg. Hamburg 2017, S. 126–143.
- Berlin, unterirdisch. In den U-Bahnstationen droht gestalterischer Totalverlust. In: Deutsche Bauzeitung. Mai 2017, S. 3.
- Hanseatisch modern. Texte zu Architektur und Stadtgesellschaft in Hamburg. Geleitwort von Ullrich Schwarz. Berlin 2019.
- Underground Architecture Revisited. Internationale Fachtagung des Deutschen Nationalkomitees von ICOMOS und des Landesdenkmalamts Berlin mit der Initiative Kerberos in der Berlinischen Galerie – Museum für moderne Kunst, 20.–23. Februar 2019, hrsg. im Auftrag der Veranstalter von Ralf Liptau, Verena Pfeiffer-Kloss und Frank Schmitz, Berlin 2020 (ICOMOS · Hefte des Deutschen Nationalkomitees LXXIV).
- Spiel-Räume der Demokratie – Theaterbau in der Bundesrepublik Deutschland 1949–1975, Gebr. Mann Verlag, Berlin 2022, ISBN 978-3-7861-2883-0.
- IM/MOBIL. Schnittstellen zwischen Architektur und Technik. Frank Schmitz und Robin Augenstein (Hrsg.), Bielefeld 2024.